# Frederick Lorz
Frederick Lorz, född 5 juni 1884, död 4 februari 1914, var en amerikansk långdistanslöpare. Vid olympiska sommarspelen 1904 i Saint Louis vann han i maratonloppet, men diskvalificerades för att ha åkt bil en bit. Strax före målgången inne på stadion hoppade Lorz av och sprang vidare in på arenan. Publiken jublade över Lorz fantastiska tid och han gratulerades av prisutdelarna. En dryg halvtimme senare kom nästa löpare och till slut kunde bluffen avslöjas.

### Fotnoter
1. ↑  Marcus Leifby (11 februari 2009). ”Fem klassiska sportfusk vi minns”. Sportbladet. http://www.aftonbladet.se/sportbladet/article11649703.ab. Läst 26 april 2016.